# Kylmäkoski
Kylmäkoski var en kommun i landskapet Birkaland i Finland. Kommunen hade 2 606 invånare (2010), på en yta av 199,73 km².
Den 1 januari 2011 slogs Kylmäkoski samman med Ackas stad.
Kylmäkoski var enspråkigt finskt.